# Sarg des Heni
Der Sarg des Heni bezeichnet genau genommen diverse Sargfragmente eines „Hausvorstehers“ namens Heni, der wahrscheinlich unter Djefahapi diente, welcher seinerseits unter Sesostris I. (ca. 1956 bis 1947 v. Chr.) datierbar ist. Die Fragmente sind wegen einer astronomischen Darstellung von besonderer Wichtigkeit, da es sich hierbei um eine der ältesten erhaltenen Darstellungen eines Sternenhimmels aus dem Alten Ägypten handelt. 

## Erforschung
Die Bruchstücke des Sarges des Heni wurden in einem Grabschacht im Vorhof der Grabanlage des Gaufürsten Djefahapi in Assiut im Jahr 1922 gefunden, anschließend gezeichnet und im Jahr 1926 veröffentlicht. Die Publikation konzentriert sich auf die im Grab gefundene Keramik und auf die Texte des Sarges, die in Druckhieroglyphen wiedergegeben wurden. Nur eine astronomische Darstellung wurde in einer Skizze veröffentlicht.
Das allgemeine Aussehen des Sarges ließ sich recht einfach rekonstruieren. Es handelte sich um einen rechteckigen Holzkasten, der an den Außenseiten mit Textbändern dekoriert war, ein horizontales Band an der Oberseite jeder Sargwand und vier Kolumnen an den Lang- und zwei Kolumnen an den Kurzseiten. Der Deckel trug ein einzelnes Schriftband. An der Ostseite befand sich ein Augenpaar. Auch die Innenseite des Sarges war dekoriert.
Bemerkenswert ist die Deckelunterseite, die den Sternenhimmel zeigte. Links und rechts befanden sich Schriftzeilen und in der Mitte die eigentliche Darstellung, die jedoch sehr schlecht erhalten ist. Zu erkennen sind noch Sterne, Beischriften, unter anderem das altägyptische Sternbild Mesechtiu. Weitere Bruchstücke gehören sicherlich einem zweiten, entweder inneren oder äußeren Sarg. Dieser trug eine Diagonalsternuhr auf der Sargunterseite, wobei aufgrund des nur bruchstückhaften Befundes unklar bleibt, ob die Himmelsdarstellungen den Dekanlisten A1 oder Dekanlisten A2 zuzuordnen sind. 
Der heutige Verbleib der Fragmente ist unbekannt. Sie sind deshalb der heutigen Forschung nur durch die Skizzen und Druckhieroglyphen bekannt.